# 聖高原站
聖高原站（日语：／ Hijiri-Kōgen eki */?）是位於日本長野縣东筑摩郡麻績村漆田的東日本旅客鐵道（JR東日本）篠之井線鐵路車站。

## 車站結構
1个侧式月台和1个岛式月台的地面车站，兼设有自由通道和跨线天桥。

### 月台配置
| 月台 | 路線      | 方向 | 目的地           |
| ---- | --------- | ---- | ---------------- |
| 1    | ■篠之井線 | 下行 | 篠之井、長野方向 |
| 2-3  | ■篠之井線 | 上行 | 松本、鹽尻方向   |

## 車站周邊
- 麻績宿
- 國道403號
- 長野縣道12號丸子信州新線
- 長野自動車道麻績交流道
- 麻績郵政局
- 松本信用金庫築北支店
- 7-Eleven麻績聖高原店

## 历史
- 1900年（明治33年）11月1日：以麻績站的名稱開業。
- 1976年（昭和51年）4月1日：改為現在名稱。
- 1982年（昭和57年）10月31日：貨運業務停止辦理。
- 1987年（昭和62年）4月1日：國鐵分割民營化，成為東日本旅客鐵道的一個車站。

## 相鄰車站
東日本旅客鐵道
■篠之井線
- 特急「信濃」一部分停靠站

□快速（長野方向列車沒有愛稱）
明科 → （一部分停靠坂北站） → 聖高原 → （一部分停靠稻荷山站） → 篠之井站
□快速（松本方向列車沒有愛稱）
坂北 ← 聖高原 ← （一部分停靠冠着站） ← 稻荷山
■普通（包括「水篶」）
坂北－聖高原－冠着